# 윤도 (가수)
윤도(1982년 2월 13일 ~ 음력 1월 20일)는 대한민국의 가수다. 2007년 1집 앨범 [다바쳐]로 데뷔했다.

## 방송
- 아침마당 (2018)
- 보이스킹 (2021) - Top68(43위)

## 음반
- 다바쳐 (2012)
- 윤도 5집 (그리움을 노래에 담다) (2015)
- 왜 떠납니까 / 나에게 사랑이란 (2016)
- 윤도 내생의 봄날 (2018)
- 내생의 봄날(2020 NEW VERSION) (2020)